# Skovbryn
Skovbrynet er skovens randzone over for det åbne land. Det er helt afgørende for skovens trivsel, at den har et sluttet bryn langs hele yderkanten, for kun på den måde kan skovbunden beskyttes mod ødelæggende træk, udtørring og tab af bundvegetation.
Et skovbryn består inderst mod skoven af nogle træer med asymmetriske kroner, der er udviklet langt mest til den åbne, lyse side. Foran dem findes ungtræer og buske af mange slags. De har på ydersiden en fodpose af høje stauder og græsser, og længst ude mod det åbne land finder man et bælte af lave planter, som danner en jævn og glidende overgang til det åbne lands vegetation.
I og med at brynet er en randzone, har det en højere biodiversitet end både den egentlige skov og det omgivende, åbne land. Dette er konstateret ved optællinger af både plantearter og insekt- og fuglearter.
Mange af skovbrynets karaktertræk kan genfindes i overdrevenes krat og i de moderne, flerrækkede læhegn. Det medfører, at krat og læhegn virker som spredningskorridorer gennem det opsplittede kulturlandskab. På den måde kan skovens planter og dyr nå sikkert frem til andre levesteder, hvor de får mulighed for at etablere nye populationer.
Under naturforhold breder skovbrynet sig imod syd, øst og vest, men ikke imod nord. Derved flytter skoven sig langsomt.